# Stephen Wayne Lindsey
Steven Wayne Lindsey és astronauta de NASA, va ser comandant de la missió del transbordador espacial STS-121, al juliol de 2006. En l'Exèrcit dels EUA té el rang de Coronel.

## Dades personals
Va néixer el 24 d'agost de 1960 a Arcàdia, Califòrnia. Casat amb Diane Renne Lindsey (de soltera Trujillo). Tenen tres fills.

## Trajectòria acadèmica
- Graduat en Enginyeria per l'Acadèmia de l'Exèrcit dels EUA el 1982.
- Titulat en Enginyeria aeroespacial el 1990 per l'Institut de Tecnologia de la Força Aèria dels EUA

## Experiència en la NASA
Lindsey va ser seleccionat per la NASA el 1994. Va obtenir la capacitació d'astronauta el maig de 1996.
Ha participat en les missions STS-87, STS-95, STS-104, STS-121, havent completat 50 dies, 3 hores i 29 minuts de vols orbitals en aterrar el Discovery el 17 de juliol de 2006.